# Diecezja Macerata
Diecezja Macerata (łac. Dioecesis Maceratensis) – diecezja Kościoła rzymskokatolickiego we Włoszech, w prowincji Macerata w regionie Marche. Należy do metropolii Fermo.

## Terytorium
Diecezja obejmuje swym terytorium gmin (wł. comune): Appignano, Cingoli, Colmurano, Macerata, Montecassiano, Montefano, Montelupone, Pollenza, Porto Recanati, Recanati, Tolentino, Treia i Urbisaglia.
Siedzibą biskupa ordynariusza jest Macerata, gdzie znajduje się katedra św. Juliana. Do 2022 w Tolentino, Recanati, Cingoli e Treii znajdowały się konkatedry, którym patronują odpowiednio: św. Katerwo, św. Flawian, NMP Wniebowzięta oraz Zwiastowanie NMP.
Terytorium diecezji podzielone jest na 67 parafii.

## Historia
Diecezja w Recanati została utworzona bullą papieża Grzegorza IX Rectae considerationis examine z 22 maja 1240. Objęła wówczas część terytorium diecezji Umana. Erekcja nowej diecezji była karą dla miasta Osimo, w którym zlikwidowano siedzibę biskupią. Diecezja w Recanati została zlikwidowana bullą Cives Recanatenses Urbana IV z 27 lipca 1263. Rok później ten sam papież bullą Recti statera iudicii przywrócił siedzibę biskupią w Osimo. Ponowne utworzenie diecezji w Recanati nastąpiło w 1289.
Diecezja w Maceracie powstała 18 listopada 1320. Objęła tereny zniesionej uprzednio diecezji w Recanati. Gdy 8 stycznia 1356 przywrócono diecezję w Recanati, została ona połączona aeque principaliter do diecezji w Maceracie. Od tej pory były to diecezje zarządzane przez tego samego ordynariusza. Rozdzielono je 7 stycznia 1516, chociaż przez pewien czas były zarządzane wspólnie przez kardynała Giovanniego Domenica de Cupis. Osobne diecezje istniały do ponownego połączenia ich w 1571.
Diecezja w Recanati została wcielona do diecezji w Loreto 17 marca 1586.
Diecezja w Tolentino, która powstała w V w., została ponownie przywrócona bullą Sykstusa V Super universas 10 grudnia 1586. Ta sama bulla przyłączała ją jako równorzędną jurysdykcyjnie do diecezji w Maceracie. W tym samym roku terytoria Castelfidardo i Montecassiano, należące wcześniej do Osimo, zostały przyłączone do diecezji w Recanati.
W 1591 papież Klemens VIII przywrócił diecezję w Recanati. W 1592 siedziby biskupie w Loreto i Recanati zostały połączone na zasadzie aeque principaliter. Unia ta trwała do 15 września 1934. W 1935 utworzono administrację apostolską Loreto (dzisiaj prałatura terytorialna), Recanati ponownie stało się autonomiczną siedzibą ordynariusza.
W 1984 Castelfidardo włączono do diecezji w Osimo, Montefano weszło do diecezji w Recanati, Appignano do diecezji w Maceracie.
W 1985 diecezja w Maceracie została połączona z następującymi diecezjami terenu Marchii:
- diecezją w Cingoli
- diecezją w Recanati
- diecezją w Treia

Do 17 grudnia 2022 diecezja nosiła nazwę Macerata-Tolentino-Recanati-Cingoli-Treia.

## Biskupi ordynariusze
- Francesco Tarcisio Carboni (1976–1995)
- Luigi Conti (1996–2006)
- Claudio Giuliodori (2007–2013)
- Nazzareno Marconi (od 2014)